# Autopista A86 (Francia)
La A86 también conocida como Segundo Periférico o Super-periférico de Paris, es una autopista francesa en forma de bucle alrededor de París, a una distancia de entre 2 y 7 kilómetros del «Bulevar Periférico». Está considerada como la segunda de las cuatro vías de circunvalación de París. Es una vía con un muy alto nivel de tráfico, con una media en 2009, de hasta 275.000 vehículos al día.

## Historia
Su construcción ya formaba parte del Plan de infraestructuras de Paris entre 1960 y 1965 pero no comenzaron las obras hasta 1968. El itinerario seguía esencialmente el recorrido de la RN186 largo de 78 kilómetros. El primer tramo se abrió en 1969 al este entre Rosny-sous-Bois y Fontenay-sous-Bois.
El crisis del petróleo de 1972 afecto el proyecto y finalmente no se finalizó hasta 2009. En 1994 existían 50 kilómetros entre Nanterre y La Courneuve y entre Antony y Versalles. En 2000 existían 64 kilómetros formando una ruta continua entre Rueil-Malmaison y Versailles. En 2009 se sumó un tramo de 5 kilómetros de Rueil-Malmaison hasta A13 y en 2011 los últimos 10 kilómetros entre el A13 y el Puente de Colbert formado por un túnel de dos niveles fue inaugurado.

## Itinerario
La función básica de esta autopista es conectar la Prefecturas de la Petite Couronne de Paris.
- Antony
- Créteil
- Nogent-sur-Marne
- Bobigny
- Saint-Denis
- Nanterre
- Versailles

## Salidas
| Número de Salida | Nombre de Salida                                                            | Carretera que enlaza          |
| ---------------- | --------------------------------------------------------------------------- | ----------------------------- |
|                  | Bulevar Periférico de París                                                 |                               |
| 02               | Colombes, Bezons, La Garenne-Colombes                                       |                               |
| 03               | Colombes - centre, Argenteuil                                               |                               |
| 04a              | Argenteuil - centre, Bois-Colombes                                          |                               |
| 04b              | Gennevilliers - port                                                        |                               |
| 05               | Asnières, Gennevilliers - centre, Gennevilliers - Le Luth                   |                               |
|                  | A15 con A86                                                                 |                               |
| 06               | Villeneuve-la-Garenne - zone industrielle, Gennevilliers - parc d'activités |                               |
| 07               | La Défense, Villeneuve-la-Garenne - centre                                  |                               |
| 09               | Saint-Denis - La Plaine, Stade de France                                    |                               |
| 10               | Aubervilliers                                                               |                               |
| 11               | Saint-Denis - centre, La Courneuve, Saint-Denis - université.               |                               |
| 12               | Paris - Porte de la Villette, Le Bourget, La Courneuve - 4 routes           |                               |
| 14               | Bobigny, Drancy.                                                            |                               |
|                  | A3 con A86                                                                  |                               |
| 16               | Centre commercial régional, Noisy-le-Sec                                    |                               |
| 17.2             | Le Raincy, Rosny - Bois-Perrier, Villemonble                                |                               |
| 17.1             | Montreuil, Rosny - centre par RD 37                                         |                               |
| 18               | Fontenay-sous-Bois                                                          |                               |
| 19               | Val de Fontenay                                                             |                               |
| 20               | Nogent-sur-Marne                                                            |                               |
|                  | A4 con A86                                                                  | Conexión A4 (recorrido común) |
|                  | A4 con A86 Viaduc des Canadiens                                             |                               |
| 21               | Maisons-Alfort                                                              |                               |
| 23               | Créteil - centre, Troyes, Senart, Valenton, Bonneuil                        |                               |
| 24               | Vitry-sur-Seine, Paris - Porte de Choisy, Choisy-le-Roi, Thiais             |                               |
| 25               | Aéroport d'Orly, Rungis, Chevilly-Larue, Centre commercial régional, Senia. |                               |
|                  | A6 con A86                                                                  |                               |
| 26               | L'Haÿ-les-Roses, Fresnes                                                    |                               |
| 27               | Paris - Porte d'Orléans, Antony, Sceaux, Bourg-la-Reine                     |                               |
| 28               | Châtenay-Malabry                                                            |                               |
| 30               | A6, A10, Clamart                                                            |                               |
|                  | N118 con A86                                                                |                               |
| 31               | Verdun                                                                      |                               |

## Otras circunvalaciones
Las cuatro vías de circunvalación son:
- «Bulevar Periférico» (Primera vía de circunvalación)
- «Segundo Periférico» (Segunda vía de circunvalación)
- La «Franciliana» (Tercera vía de circunvalación)
- La «Gran Circunvalación de París» (Cuarta vía de circunvalación)

Interior
- El «Bulevar Periférico», es el primero de los cuatro ejes de circunvalación por autopista de la capital francesa. Discurre en su práctica totalidad, muy próximo al límite interior del término municipal (o comunal) de París y tiene una longitud de 35km.

Exterior
- En un radio de en torno a 20 kilómetros del "Periférico", se ubica el Tercer Periférico de París conocido como la "Franciliana", formado por un conjunto de autopistas, a las que está proyectado dar continuidad en varios tramos, para cerrar la circunvalación completa en torno a París.
- En una distancia variable según el tramo, de entre 100 y 200 kilómetros de la capital, se encuentra el Cuarto Periférico de París conocido como la "Gran Circunvalación de París", que comprende varias autopistas que rodean la capital circunvalándola. Su finalidad es permitir evitar el paso por las inmediaciones de París, reduciendo la congestión.